# إدوارد إتش ديوي
إدوارد إتش ديوي (بالإنجليزية: Edward H. Dewey) هو طبيب أمريكي، ولد في 1837 في مقاطعة كروفورد في الولايات المتحدة، وتوفي في 1904 في ميدفيل في الولايات المتحدة.